# Råneälven

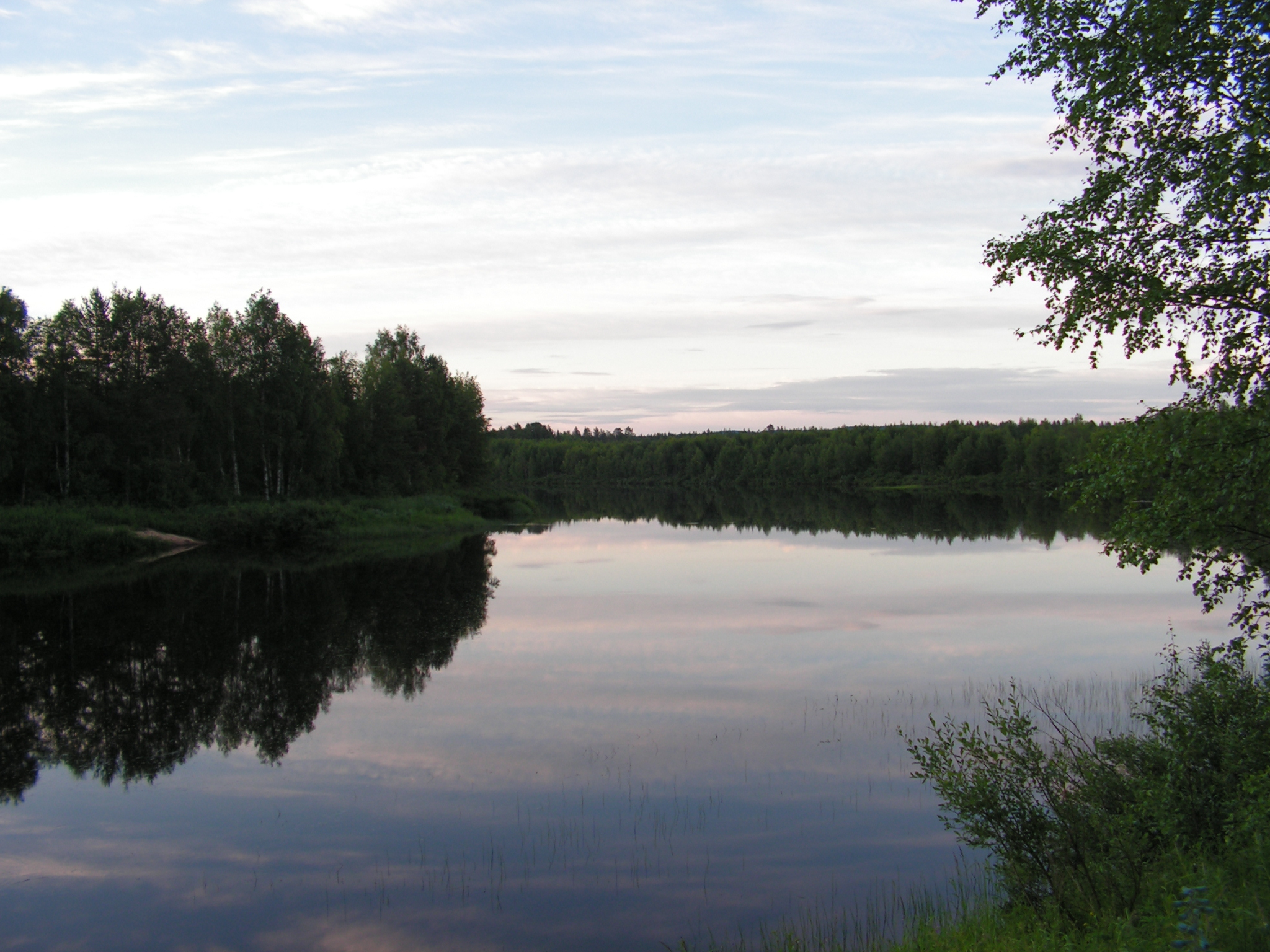
Råneälven

De Råneälven is een rivier in Zweden die ontspringt in de gemeente Gällivare in de provincie Norrbottens län.
De rivier ontspringt bij de Dundret, in een natuurreservaat binnen de gemeente, stroomt dan naar het Rånemeeren en daarna verder door Lapland met veel bos en moeras. Het is een onbewoond gebied, waarbij de rivier alleen nog door de plaatsen Nattavaara en Nattavaara By komt. Het is de scheiding tussen beide dorpen en pas naar de kust komen er nog meer dorpen: Gunnarsbyn, Niemisel en ten slotte Råneå aan de Botnische Golf.
De rivier is nauwelijks voor beroepsvaart geschikt, vriest vaak dicht en vormt daardoor een oase voor vissers, die kunnen daar onder andere ijsvissen. Er kan in de zomer worden gekanood. De rivier is ongeveer 210 km lang en heeft een stroomgebied van 4200 km².